# Crowded Room
«Crowded Room» es una canción de la cantante estadounidense Selena Gomez en colaboración con el rapero 6LACK. Está incluida en su tercer álbum de estudio, Rare (2020). La misma fue lanzada el día 10 de enero de 2020, junto con el disco, bajo el sello Interscope Records. Dicha pieza fue escrita por la misma Gomez junto la cantante estadounidense Bebe Rexha y los compositores Simon Wilcox y Sir Nolan, mientras que su producción estuvo a cargo de este último, en compañía de los productores Simon Says y Ben Rice.

## Composición
Se trata de una canción Pop con fuertes influencias de R&B contemporáneo, donde la voz de Gomez toma protagonismo y se distingue por sobre la melodía del teclado y el sintetizador, para crear una armonía simple de sonidos limpios y ambientales, en la que la transición a notas agudas que realiza la cantante durante el pre-coro es un punto a destacar, ya que ella no suele utilizar esta parte de su rango vocal al momento de interpretar sus canciones.
Por otro lado, la voz de 6LACK agrega pequeños toques de Hip hop durante su parte en el tercer verso, pero siguiendo con el estilo minimalista de la pieza, ya que a la vez continúan escuchándose los chasquidos, presentes durante toda la pista.

## Posicionamiento en listas
| Listas (2020)                           | Mejor posición |
| --------------------------------------- | -------------- |
| Estados Unidos (Bubbling Under Hot 100) | 20             |
| Canadá (Canadian Hot 100)               | 92             |
| Portugal (AFP)                          | 156            |